# Håjen
Håjen är en sjö i Gagnefs kommun och Ludvika kommun i Dalarna och ingår i Norrströms huvudavrinningsområde. Sjön har en area på 0,355 kvadratkilometer och ligger 236,3 meter över havet. Sjön avvattnas av vattendraget Norrboån (Tyrsån).

## Delavrinningsområde
Håjen ingår i det delavrinningsområde (669516-144607) som SMHI kallar för Utloppet av Lilla Malingen. Medelhöjden är 281 meter över havet och ytan är 94,91 kvadratkilometer. Räknas de 3 avrinningsområdena uppströms in blir den ackumulerade arean 171,65 kvadratkilometer. Norrboån (Tyrsån) som avvattnar avrinningsområdet har biflödesordning 4, vilket innebär att vattnet flödar genom totalt 4 vattendrag innan det når havet efter 292 kilometer. Avrinningsområdet består mestadels av skog (81 procent). Avrinningsområdet har 0,36 kvadratkilometer vattenytor vilket ger det en sjöprocent på 1,4 procent.